# Nigerian Navy
La Nigerian Navy (Marina militare nigeriana) è la componente navale delle forze armate nigeriane e comprende anche la guardia costiera del paese. Si tratta di una delle forze navali più numerose del continente africano.

## Storia
Le sue origini risalgono al 1914, quando la Nigeria cessò di essere distinta in due possedimenti coloniali separati, entrambi sotto il controllo britannico. Le due forze navali originarie (una delle quali risalente al 1887) vennero fuse in un unico organismo che durante la prima guerra mondiale partecipò alle attività belliche contro l'allora tedesco Camerun, gestendo traghetti e lance, dragando canali ed effettuando servizio di guardia costiera ma già con la denominazione di Nigerian Navy. Nel 1955 i britannici riorganizzarono e rinominarono il servizio trasferendo parte del personale alla Nigerian Ports Authority ed il resto allo Inland Waterways Department, il dipartimento per le acque interne. la cosa non fu gradita dal personale che reclamò la dignità di forza navale. Nel 1956 la forza venne reistituita come Nigerian Naval Force, e col Naval Disciplinary Act riportò i suoi membri sotto le stesse leggi della Royal Navy; nel luglio 1959 divenne Royal Nigerian Navy per ordine della regina Elisabetta II e nel 1963 Nigerian Navy con l'avvento della repubblica.

## Flotta

### Navi
| Sigla         | Nave          | Immagine | Tipo                        | Classe                                  | Dislocamento | Anno di entrata in servizio | Base    | Anno di prevista dismissione | Note |
| Fregate       | Fregate       | Fregate  | Fregate                     | Fregate                                 | Fregate      | Fregate                     | Fregate | Fregate                      | Fregate |
| ------------- | ------------- | -------- | --------------------------- | --------------------------------------- | ------------ | --------------------------- | ------- | ---------------------------- | --- |
| F89           | NNS Aradu     |          | Fregata missilistica        | MEKO 360 tipo H1                        | 3.360 t.     | 1982                        |         |                              | ha subito un aggiornamento nel 2020 per poter diventare una nave da addestramento poiché come fregata verrà sostituita da nuove unità |
| F90           | NNS Thunder   |          | Fregata cutter              | classe Hamilton                         | 3.250 t.     | 1968                        |         |                              | Attiva ed entrata in servizio con la marina nigeriana nel 2011                                                                        |
| F93           | NNS Okpabana  |          | Fregata cutter              | classe Hamilton                         | 3.250 t.     | 1968                        |         |                              | Attiva ed entrata in servizio con la marina nigeriana nel 2014                                                                        |
| Corvette      |               |          |                             |                                         |              |                             |         |                              | |
| F91           | NNS Centenary |          | corvetta                    | P18N                                    | 1.500 t.     | 2015                        |         |                              | Attiva |
| F92           | NNS Unity     |          | corvetta                    | P18N                                    | 1.500 t.     | 2016                        |         |                              | Attiva |
| cacciamine    |               |          |                             |                                         |              |                             |         |                              | |
| M371          | NNS Ohue      |          | Cacciamine                  | Classe Ohuè                             | 503 t        | 1997                        |         |                              | |
| M372          | NNS Barama    |          | Cacciamine                  | Classe Ohuè                             | 503 t        | 1998                        |         |                              | |
| Pattugliatori |               |          |                             |                                         |              |                             |         |                              | |
| A 501         | NNS Kyanwa    |          | Cutter                      | Classe C (Iris)                         | 935 t.       | 1944                        |         |                              | ex USCGC Sedge (WLB-402) |
| A 502         | NNS Ologbo    |          | Cutter                      | Classe A (Cactus)                       | 1.025 t.     | 1942                        |         |                              | ex USCGC Cowslip (WLB-277). |
| A 503         | NNS Nwamba    |          | Cutter                      | Classe C (Iris)                         | 935 t.       | 1944                        |         |                              | ex USCGC Firebush (WLB-393) |
| A 504         | NNS Obula     |          | Cutter                      | Classe C (Iris)                         | 1.041 t.     | 1944                        |         |                              | ex USCGC Sassafras (WLB-401). |
| P101          | NNS Dorina    |          | Pattugliatore               | Classe Dorina                           | 150 t.       | 2013                        |         |                              | consegnato dall'azienda Ocea nel settembre 2013                                                                                       |
| P175          | NNS Okpoku    |          | Pattugliatore               | Classe Okpoku                           | 120 t.       | 2013                        |         |                              | costruita dall'azienda Ocea e consegnata nel 2013                                                                                     |
| P176          | NNS Bomadi    |          | Pattugliatore               | Classe Okpoku                           | 120 t.       | 2013                        |         |                              | costruita dall'azienda Ocea e consegnata nel 2013                                                                                     |
| P177          | NNS Badagry   |          | Pattugliatore               | Classe Okpoku                           | 120 t.       | 2013                        |         |                              | costruita dall'azienda Ocea e consegnata nel 2013                                                                                     |
| P 184         | NNS Sagbama   |          | Pattugliatore               | Cina (bandiera)                         |              |                             |         |                              | |
| P185          | NNS Shiroro   |          | Pattugliatore               | Classe Okpoku                           | 120 t.       | 2017                        |         |                              | costruita dall'azienda Ocea e consegnate nel 2017                                                                                     |
| P186          | NNS Ose       |          | Pattugliatore               | Classe Okpoku                           | 120 t.       | 2017                        |         |                              | costruita dall'azienda Ocea e consegnate nel 2017                                                                                     |
| P 187         | NNS Nguru     |          | Pattugliatore               | Classe Nguru                            | 175 t.       | 2018                        |         |                              | costruita dall'azienda francese OCEA e consegnate nel novembre 2018                                                                   |
| P 188         | NNS Ekulu     |          | Pattugliatore               | Classe Nguru                            | 175 t.       | 2018                        |         |                              | costruita dall'azienda francese OCEA e consegnate nel novembre 2018                                                                   |
| P189          | NNS Gongola   |          | Pattugliatore               | Classe Okpoku                           | 120 t.       | 2018                        |         |                              | costruita dall'azienda Ocea e consegnata nel 2018                                                                                     |
| P190          | NNS Calabar   |          | Pattugliatore               | Classe Okpoku                           | 120 t.       | 2018                        |         |                              | costruita dall'azienda Ocea e consegnata nel 2018                                                                                     |
| P 191         | NNS Osun      |          | Pattugliatore               | Classe Okpoku                           | 120 t.       | 2020                        |         |                              | costruita dall'azienda Ocea e consegnata nel 2020                                                                                     |
| P 193         | NNS Sokoto    |          | Pattugliatore               | FPB 110                                 |              | 2020                        |         |                              | costruita dall'azienda francese OCEA e consegnate alla fine del 2020                                                                  |
| P 194         | NNS Aba       |          | Pattugliatore               | FPB 110                                 |              | 2020                        |         |                              | costruita dall'azienda francese OCEA e consegnate alla fine del 2020                                                                  |
| P100          | NNS Andoni    |          | motovedetta                 | Nigeria (bandiera)                      |              | 2012                        |         |                              | Costruito nel cantiere della marina nigeriana e consegnata nel 2012                                                                   |
| P102          | NNS Karaduwa  |          | motovedetta                 | Nigeria (bandiera)                      |              | 2016                        |         |                              | costruita localmente presso i cantieri Naval Dockyard Limited e consegnata nel 2016                                                   |
| P275          | NNS Oji       |          | motovedetta                 | Nigeria (bandiera)                      |              | 2021                        |         |                              | costruita localmente presso i cantieri Naval Dockyard Limited e consegnata nel 2021                                                   |
|               | NNS SDBIV     |          | motovedetta                 | Nigeria (bandiera)                      |              |                             |         |                              | in costruzione presso i cantieri Naval Dockyard Limited                                                                               |
|               | NNS SDBV      |          | motovedetta                 | Nigeria (bandiera)                      |              |                             |         |                              | in costruzione presso i cantieri Naval Dockyard Limited                                                                               |
|               | NNS Kano      |          | motovedetta                 | Classe FCS 4008 Patrol                  | 140 t.       | 2021                        |         |                              | costruite dal cantiere navale Damen Song Cam in Vietnam e consegnate intorno a giugno/luglio 2021                                     |
|               | NNS Ikenne    |          | motovedetta                 | Classe FCS 4008 Patrol                  | 140 t.       | 2021                        |         |                              | costruite dal cantiere navale Damen Song Cam in Vietnam e consegnate intorno a giugno/luglio 2021                                     |
| P178          | NNS Ekpe      |          | Motocannoniera missilistica | Luerssen FPB57                          | 443 t.       | 1979                        |         |                              | |
| P179          | NNS Damisa    |          | Motocannoniera missilistica | Luerssen FPB67                          | 443 t.       | 1980                        |         |                              | |
| P180          | NNS Agu       |          | Motocannoniera missilistica | Luerssen FPB57                          | 443 t.       | 1980                        |         |                              | |
| P181          | NNS Siri      |          | FAC                         | Classe Ayam                             | 359 t.       | 1982                        |         |                              | |
| P182          | NNS Ayam      |          | FAC                         | Classe Ayam                             | 359 t.       | 1982                        |         |                              | |
| P183          | NNS Ekun      |          | FAC                         | Classe Ayam                             | 359 t.       | 1982                        |         |                              | |
| P173          | NNS Zaria     |          | motovedetta                 | Classe Zaria                            | 200t.        |                             |         |                              | |
| P174          | NNS Burutu    |          | motovedetta                 | Classe Zaria                            | 200 t.       |                             |         |                              | |
| P 494         |               |          | motovedetta costiera        | Aresa 1700 (Fighter II class)           | 7.6 t.       | 2021                        |         |                              | consegnata nel 2021 |
| P 495         |               |          | motovedetta costiera        | Aresa 1700 (Fighter II class)           | 7.6 t.       | 2021                        |         |                              | consegna nel 2021 |
|               |               |          | motovedetta                 | Pattugliatore veloce classe Shaldag MK2 |              |                             |         |                              | 5 |
|               |               |          | motovedetta veloce          | classe Manta MkII                       |              |                             |         |                              | Ordinate 26 unità. Consegnati 22 nel 2013. All'inizio del 2022 sono state consegnate 4 ulteriori                                      |
|               |               |          | motovedetta veloce          | Defender Class Boat (RB-S)              |              |                             |         |                              | acquistate 15 unità |
| P 271         |               |          | motovedetta                 | C-Falcon Interceptor                    |              | 2020                        |         |                              | costruiti dall'azienda Ocea presso il cantiere Saint-Nazaire consegnati alla fine del 2020                                            |
| P 272         |               |          | motovedetta                 | C-Falcon Interceptor                    |              | 2020                        |         |                              | costruiti dall'azienda Ocea presso il cantiere Saint-Nazaire consegnati alla fine del 2020                                            |
| P 273         |               |          | motovedetta                 | C-Falcon Interceptor                    |              | 2021                        |         |                              | costruiti dall'azienda Ocea presso il cantiere Saint-Nazaire consegnati ad aprile 2021                                                |
| P 274         |               |          | motovedetta                 | C-Falcon Interceptor                    |              | 2021                        |         |                              | costruiti dall'azienda Ocea presso il cantiere Saint-Nazaire consegnati ad aprile 2021                                                |

### Navi ausiliarie
| Sigla | Nave           | Immagine | Tipo             | Classe             | Dislocamento | Anno di entrata in servizio | Base  | Anno di prevista dismissione | Note |  |
| Altre | Altre          | Altre    | Altre            | Altre              | Altre        | Altre                       | Altre | Altre                        | Altre |  |
| ----- | -------------- | -------- | ---------------- | ------------------ | ------------ | --------------------------- | ----- | ---------------------------- | --- |  |
| A499  | NNS Lana       |          | Nave idrografica | OCEA OSV 190 SC-WB |              |                             |       |                              | La Marina nigeriana ha preso in consegna la nave dall'azienda OCEA a Saint Nazaire, in Francia, nell'aprile 2021. La nuova nave è una sostituzione dell'ex nave omonima, che è stata dismessa |  |
|       | NNS Amariya    |          |                  |                    |              |                             |       |                              | Yacht presidenziale e nave addestramento |  |
| P 165 | NNS Argungu    |          |                  | Classe Argungu     |              |                             |       |                              | |  |
| P 166 | NNS Yola       |          |                  | Classe Argungu     |              |                             |       |                              | |  |
| P 169 | NNS Bras       |          |                  | Classe Argungu     |              |                             |       |                              | |  |
| P 170 | NNS Epe        |          |                  | Classe Argungu     |              |                             |       |                              | |  |
| P 167 | NNS Makurdi    |          |                  | Classe Makurdi     |              |                             |       |                              | |  |
| P 168 | NNS Hadejia    |          |                  | Classe Makurdi     |              |                             |       |                              | |  |
| P 171 | NNS Jebba      |          |                  | Classe Makurdi     |              |                             |       |                              | |  |
| P 172 | NNS Oguta      |          |                  | Classe Makurdi     |              |                             |       |                              | |  |
| A 497 | NNS Prosperity |          | Nave scuola      | Classe Emer        | 1.200 t.     |                             |       |                              | Nave addestrament |  |

## Unità navali disarmate
| Sigla   | Navi           | Immagine | Classe                           | Origine                | Note              |
| ------- | -------------- | -------- | -------------------------------- | ---------------------- | ----------------- |
| LST1312 | NNS Ambe       |          | Landing Ship, Tank di tipo Ro-Ro | Germania (bandiera)    | dismessa          |
| A 498   | NNS Lana       |          | nave idrografica classe Bulldog  | Regno Unito (bandiera) | dismessa nel 2010 |
| A 497   | NNS Ruwan Yaro |          |                                  |                        |                   |

## Mezzi Aerei
Sezione aggiornata annualmente in base al World Air Force di Flightglobal del corrente anno. Tale dossier non contempla UAV, aerei da trasporto VIP ed eventuali incidenti accorsi durante l'anno della sua pubblicazione. Modifiche giornaliere o mensili che potrebbero portare a discordanze nel tipo di modelli in servizio e nel loro numero rispetto a WAF, vengono apportate in base a siti specializzati, periodici mensili e bimestrali. Tali modifiche vengono apportate onde rendere quanto più aggiornata la tabella.
| Aeromobile           | Origine | Tipo                                             | Versione (denominazione locale)      | In servizio (2024) | Note | Immagine |
| Elicotteri           |         |                                                  |                                      |                    | |          |
| AgustaWestland AW109 | Italia  | elicottero multiruoloelicottero da trasporto VIP | AW109 LUHAW109 GrandNewAW109 Trekker | 93                 | 3 AW109 GrandNew ordinati nel 2021, il primo dei quali consegnato a gennaio 2023, il secondo a maggio e il terzo a settembre 2023. 3 AW109 Trekker in allestimento da trasporto VIP consegnati il 12 novembre 2024. |          |
| AgustaWestland AW139 | Italia  | elicottero multiruolo                            | AW139                                | 1                  | 4 AW139 ordinati a settembre del 2006. Un AW139 era stato acquistato dal Nigerian Maritime Administration and Safety Agency nel 2007, ma ceduto alla marina nel 2018.                                               |          |